# Rod Roddenberry
Eugene Wesley "Rod" Roddenberry Jr. (Los Ángeles, 5 de febrero de 1974) es un productor televisivo estadounidense y el director ejecutivo de Roddenberry Entertainment. Es hijo de Gene Roddenberry, el creador de Star Trek, y Majel Barrett, además de ser productor ejecutivo de Star Trek: Discovery, Star Trek: Picard y Star Trek: Lower Decks.

## Primeros años
Roddenberry nació en Los Ángeles, California, hijo de la actriz Majel Barrett y el escritor y productor Gene Roddenberry, conocido por haber creado la serie estadounidense de ciencia ficción Star Trek. Roddenberry asistió a la escuela primaria John Thomas Dye en Bel Air y a la preparatoria Harvard-Westlake en North Hollywood, y luego asistió a la Universidad Hampshire a principios de los años noventa.
De joven, Roddenberry no estaba muy familiarizado con Star Trek ya que ni siquiera la había visto. En 1991, cuando tenía 17 años, su padre murió, tras lo cual empezó a examinar Star Trek más de cerca y a descubrir «lo que hacía especial la serie» para sus fans. Al principio, Roddenberry tuvo problemas con la talla casi legendaria de su padre entre los fans de Star Trek, y comentó: «Un hijo no puede identificarse con una figura mítica; mi padre fue puesto en este pedestal durante toda mi vida». Sin embargo, tras escuchar muchas historias conmovedoras sobre los defectos y las locuras de su padre, observó: «Eso me permitió, como hijo, no sólo conectar con él, sino realmente amarlo».

## Carrera profesional

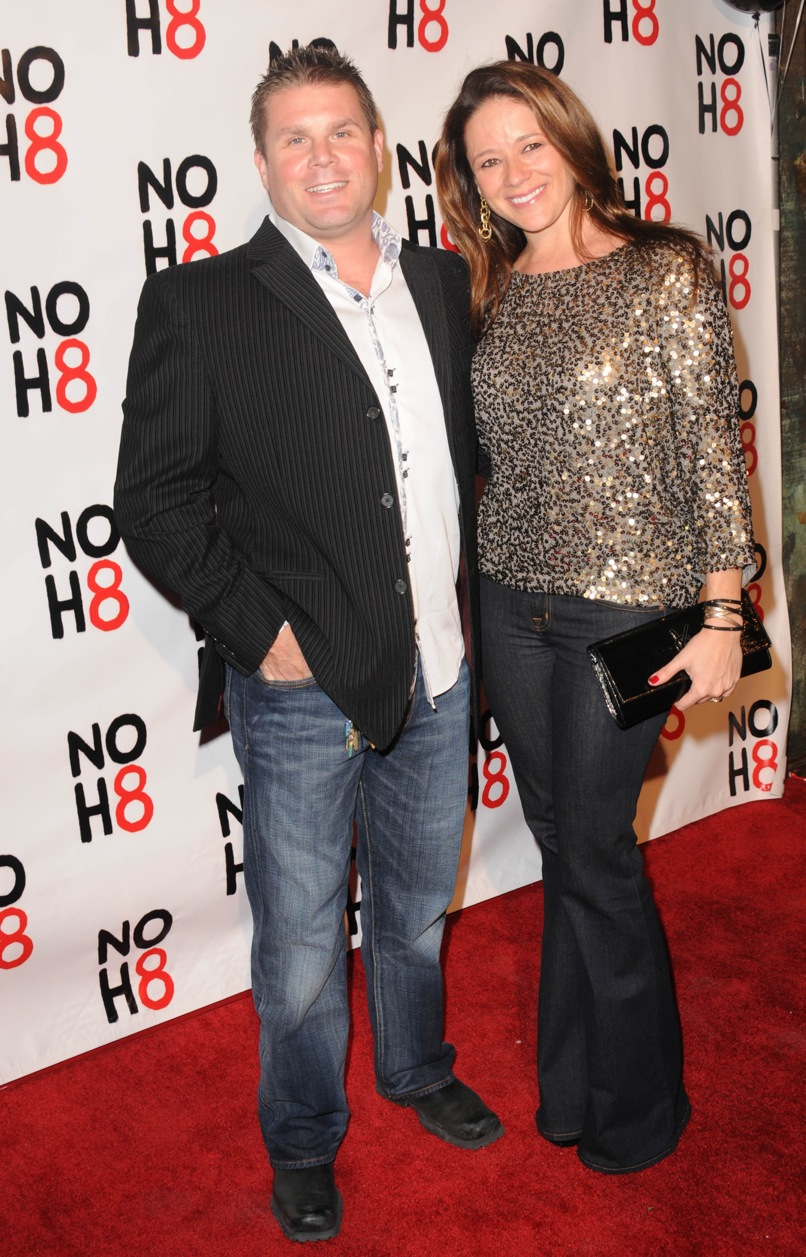
Roddenberry y su esposa, Heidi.

En 2001, Roddenberry se convirtió en director ejecutivo de Roddenberry Entertainment, que toma como base el trabajo de su padre y desarrolla propiedades multimedia de ciencia ficción, incluidos proyectos de cómics, televisión y cine.
A mediados de 2009, Los Angeles Times informó de que Roddenberry aprobaba la película de Star Trek de 2009 de J.J. Abrams. Roddenberry Roddenberry opinó que los productores y guionistas «hicieron que Star Trek volviera a ser cool» gracias a la película.
En 2010, Roddenberry, un ávido buceador desde 1993, fundó el Equipo de Buceo Roddenberry para permitir a la gente «embarcarse en experiencias submarinas y descubrir la diversidad que existe bajo el océano». Roddenberry dirige el equipo de buceo en su exploración del mundo submarino y espera inspirar el cuidado de los océanos del mundo. Roddenberry, que tiene la certificación de Divemaster (guía de buceo), ha dirigido o participado en más de 1000 inmersiones en lugares exóticos de todo el mundo.
En octubre de 2011, la Fundación Roddenberry, fundada por Rod Roddenberry, realizó su mayor donación: 5 millones de dólares a los Institutos J. David Gladstone de San Francisco para establecer el Centro Roddenberry para Biología y Medicina de Células Madre. La Fundación Roddenberry cree que «la tecnología innovadora del centro, que convierte células cutáneas adultas en células madre que cambian la vida, hará avanzar radicalmente la lucha contra el Alzheimer y las enfermedades del corazón».
El 3 de marzo de 2016 se anunció que Roddenberry y Trevor Roth, director de operaciones de Roddenberry Entertainment, se unirían a la producción de la serie de televisión Star Trek: Discovery como productores ejecutivos.

## Filmografía
| Año           | Película/Serie                 | Rol                       | Notas |
| ------------- | ------------------------------ | ------------------------- | --- |
| 1990          | Star Trek: The Next Generation | Asistente de producción   | |
| 1997          | Earth: Final Conflict          | Escritor (asesor técnico) | Producida a través de su productora, Roddenberry Entertainment. |
| 2004–2011     | Star Trek: New Voyages         | Productor asesor          | Serie de fans de Star Trek. |
| 2011          | Trek Nation                    | Productor y protagonista  | Documental donde Roddenberry explora la obra de su padre. Incluye entrevistas a fans, personas que trabajaron en Star Trek y celebridades destacadas, como George Lucas, J. J. Abrams y Seth MacFarlane. |
| 2012          | White Room: 02B3               | Productor ejecutivo       | Un corto de 15 minutos en 360 grados protagonizado por Breckin Meyer, Tamlyn Tomita, David Blue y Rachel True.                                                                                           |
| 2017–presente | Star Trek: Discovery           | Productor ejecutivo       | |
| 2018–2020     | Star Trek: Short Treks         | Productor ejecutivo       | |
| 2020–presente | Star Trek: Picard              | Productor ejecutivo       | |
| 2020          | Star Trek: Lower Decks         | Productor ejecutivo       | |
| TBA           | Star Trek: Strange New Worlds  | Productor ejecutivo       | |